# Dienstgrade der Feuerwehr in Frankreich
Die Dienstgradbezeichnungen der französischen Feuerwehren werden durch nationale Vorschriften bestimmt. Sie sind unmittelbar an Funktionen gebunden werden, wie durch ein Regierungsdekret bestimmt ist.

## Zivile Berufsfeuerwehren
Die Beamten der zivilen Feuerwehren gehören fünf Laufbahnen und vier Laufbahngruppen an, je nach Ausbildung und Funktion.

### Laufbahn der Feuerwehrleute (Laufbahngruppe C)
Cadre d’emplois des sapeurs et caporaux de sapeurs-pompiers professionnels.
| Amtsbezeichnung | Amtskennzeichen Titel | Funktion              | Pendant in Deutschland |
| --------------- | --------------------- | --------------------- | ---------------------- |
| Sapeur          | Sapeur                | Truppmann             | Feuerwehrmann A 3      |
| Caporal         | Caporal               | Truppmann Truppführer | Oberfeuerwehrmann A 4  |
| Caporal-chef    | Caporal-chef          | Truppführer           | Löschmeister A 5       |

### Laufbahn der Brandmeister (Laufbahngruppe C)
Cadre d’emplois des sous officiers de sapeurs-pompiers professionnels.
| Amtsbezeichnung | Amtskennzeichen Titel                | Funktion                                                              | Pendant in Deutschland |
| --------------- | ------------------------------------ | --------------------------------------------------------------------- | ---------------------- |
| Sergent         | Sergent                              | Führer selbstständiger Trupp                                          | Unterbrandmeister A 6  |
| Sergent         | Mit drei Jahren im Amt Sergent-chef  | Führer selbstständiger Trupp                                          | Brandmeister A 7       |
| Adjudant        | Adjudant                             | Staffelführer Wachabteilungsleiter: (Weniger als zehn Feuerwehrleute) | Oberbrandmeister A 8   |
| Adjudant        | Mit drei Jahren im Amt Adjudant-chef | Staffelführer Wachabteilungsleiter: (Weniger als zehn Feuerwehrleute) | Hauptbrandmeister A 9  |

### Laufbahn der Brandinspektoren (Laufbahngruppe B)
Cadre d’emplois des Lieutenants de sapeurs-pompiers professionnels.
| Amtsbezeichnung          | Amtskennzeichen Titel | Funktion | Pendant in Deutschland  |
| ------------------------ | --------------------- | --- | ----------------------- |
| Lieutenant de 2e classe  | Lieutenant            | Wachleiter: (Zehn oder mehr Feuerwehrleute) Zugführer Stellvertretender Leiter eine Feuer- und Rettungswache Leiter eine Feuer- und Rettungswache: (Weniger als neun Berufsfeuerwehrleute)                                  | Brandoberinspektor A 10 |
| Lieutenant de 1re classe | Lieutenant            | Wachleiter: (Zehn oder mehr Feuerwehrleute) Zugführer Stellvertretender Leiter eine Feuer- und Rettungswache Leiter eine Feuer- und Rettungswache: (Neun oder mehr Berufsfeuerwehrleute)                                    | Brandamtmann A 11       |
| Lieutenant hors classe   | Lieutenant            | Wachleiter: (Zehn oder mehr Feuerwehrleute) Zugführer Stellvertretender Leiter eine Feuer- und Rettungswache Leiter eine Feuer- und Rettungswache: (Zwanzig oder mehr Berufsfeuerwehrleute) Stellvertretender Bezirksleiter | Brandamtsrat A 12       |

### Laufbahn der Brandräte (Laufbahngruppe A)
Cadre d’emplois des capitaines, commandants et lieutenants-colonels de sapeurs-pompiers professionnels.
| Amtsbezeichnung    | Amtskennzeichen Titel | Funktion | Pendant in Deutschland |
| ------------------ | --------------------- | --- | ---------------------- |
| Capitaine          | Capitaine             | Wachleiter Verbandsführer Stellvertretender Leiter einer Feuer- und Rettungswache Leiter eine Feuer- und Rettungswache: (Dreißig oder mehr Berufsfeuerwehrleute) Stellvertretender Bezirksleiter Bezirksleiter: (In Feuerwehren mit weniger als 400 Feuerwehrleuten) | Brandrat A13           |
| Commandant         | Commandant            | Verbandsführer Großverbandsführer Stellvertretender Leiter einer Feuer- und Rettungswache Leiter eine Feuer- und Rettungswache: (Fünfzig oder mehr Berufsfeuerwehrleute) Stellvertretender Bezirksleiter Bezirksleiter                                               | Brandoberrat A 14      |
| Lieutenant-colonel | Lieutenant-colonel    | Großverbandsführer Leiter einer Feuer- und Rettungswache: (Einhundert oder mehr Berufsfeuerwehrleute) Bezirksleiter | Branddirektor A15      |

### Laufbahn der Leiter von Feuerwehren (Laufbahngruppe A+)
Cadre d’emplois de conception et de direction des sapeurs-pompiers professionnels.
| Amtsbezeichnung     | Amtskennzeichen Titel | Funktion | Pendant in Deutschland         |
| ------------------- | --------------------- | --- | ------------------------------ |
| Colonel             | Colonel               | Großverbandsführer Bezirksleiter Stellvertretender Leiter einer Feuerwehr Leiter einer Feuerwehr | Leitender Branddirektor A 16   |
| Colonel hors classe | Colonel               | Großverbandsführer Bezirksleiter Stellvertretender Leiter einer Feuerwehr Leiter einer Feuerwehr | Oberbranddirektor B 2          |
| Contrôleur général  | Contrôleur général    | Großverbandsführer Bezirksleiter Stellvertretender Leiter einer Feuerwehr Leiter einer Feuerwehr | Direktor der Feuerwehr B 6/B 7 |
| Contrôleur général  | Contrôleur général    | Dienstfunktionen mit besonderen Verantwortung: - Generalinspekteur des Zivilschutzes - Stabschefs der Zivilschutzzonen - Höhere Beamten des Amts für Zivilschutz und Krisenmanagement - Präsident der Feuerwehrhochschule | Direktor der Feuerwehr B 6/B 7 |

### Verwaltungs- und Technische Beamte
Die nichtuniformierten Verwaltungs- und Technischen Kräfte der Zivilen Berufsfeuerwehren PATS (personnels administratifs et techniques) gehören zu vier verschiedenen Laufbahngruppen.
| Verwaltungsbeamte                              | Technische Beamte                          | Pendant in Deutschland            |
| Laufbahngruppe C                               | Laufbahngruppe C                           | Laufbahngruppe C                  |
| ---------------------------------------------- | ------------------------------------------ | --------------------------------- |
| Adjoint administratif                          | Adjoint technique                          | Hauptamtsgehilfe A 3              |
| Adjoint administratif principal de 2ème classe | Adjoint technique principal de 2ème classe | Amtsmeister A 4                   |
| Adjoint administratif principal de 1ère classe | Adjoint technique principal de 1ère classe | Oberamtsmeister A 5               |
| Laufbahngruppe B                               |                                            |                                   |
| Rédacteur                                      | Technicien                                 | Regierungsoberinspektor A 10      |
| Rédacteur principal de 2ème classe             | Technicien principal de 2ème classe        | Regierungsamtmann A 11            |
| Rédacteur principal de 1ère classe             | Technicien principal de 1ère classe        | Regierungsamtsrat A 12            |
| Laufbahngruppe A                               |                                            |                                   |
| Attaché                                        | Ingénieur                                  | Regierungsrat A 13                |
| Attaché principal                              | Ingénieur principal                        | Oberregierungsrat A 14            |
| Attaché hors classe                            | Ingénieur hors classe                      | Regierungsdirektor A 15           |
| Laufbahngruppe A+                              |                                            |                                   |
| Administrateur                                 | Ingénieur en chef                          | Leitender Regierungsdirektor A 16 |
| Administrateur hors classe                     | Ingénieur hors classe                      | Direktor B 2                      |
| Administrateur général                         | Ingénieur en chef général                  | Direktor B 6                      |

## Militärisch organisierte Berufsfeuerwehren
Für die Städte Paris und Marseille sind militärisch organisierte Berufsfeuerwehren zuständig.

### Pariser Feuerwehr
Die Brigade de sapeurs-pompiers de Paris ist eine Pioniereinheit des französischen Heeres, die Zuständigkeit erstreckt sich auf die Stadt Paris, die angrenzenden Départements Hauts-de-Seine, Seine-Saint-Denis und Val-de-Marne sowie den europäischen Weltraumbahnhof bei Kourou im Überseedépartement Französisch-Guayana. Sie trägt die entsprechenden Uniformen und Dienstgradabzeichen des französischen Heeres. Der Kommandant ist im Rang eines Général de division.
Offiziere
| NATO-Kode | Gesetzlicher Dienstgrad | Dienstgradabzeichen | Gebräuchliche Dienstgradbezeichnung        | Anrede                                     |
| --------- | ----------------------- | ------------------- | ------------------------------------------ | ------------------------------------------ |
| OF-7      | Général de division     | sans_cadre          | Général de division                        | Mon général Générale (für eine Frau)       |
| OF-6      | Général de brigade      | sans_cadre          | Général de brigade                         | Mon général Générale (für eine Frau)       |
| OF-5      | Colonel                 | sans_cadre          | Colonel / Colonelle                        | Mon colonel Colonelle (für eine Frau)      |
| OF-4      | Lieutenant-colonel      | sans_cadre          | Lieutenant-colonel / Lieutenante-colonelle | Mon colonel Colonelle (für eine Frau)      |
| OF-3      | Commandant              | sans_cadre          | Commandant / Commandante                   | Mon commandant Commandante (für eine Frau) |
| OF-2      | Capitaine               | sans_cadre          | Capitaine                                  | Mon capitaine Capitaine (für eine Frau)    |
| OF-1      | Lieutenant              | sans_cadre          | Lieutenant / Lieutenante                   | Mon lieutenant Lieutenant (für eine Frau)  |
| OF-1      | Sous-lieutenant         | sans_cadre          | Sous-lieutenant / Sous-lieutenante         | Mon lieutenant Lieutenant (für eine Frau)  |
| OF-D      | Aspirant                | sans_cadre          | Aspirant / Aspirante                       | Mon lieutenant Lieutenant (für eine Frau)  |

Unteroffiziere
| NATO-Kode | Gesetzlicher Dienstgrad                                           | Dienstgradabzeichen | Gebräuchliche Dienstgradbezeichnung | Anrede                                          |
| --------- | ----------------------------------------------------------------- | ------------------- | ----------------------------------- | ----------------------------------------------- |
| OR-9      | Major                                                             | sans_cadre          | Major                               | Major                                           |
| OR-9      | Adjudant-chef                                                     | sans_cadre          | Adjudant-chef / Adjudante-cheffe    | Mon adjudant-chef Adjudant-chef (für eine Frau) |
| 0R-8      | Adjudant                                                          | sans_cadre          | Adjudant / Adjudante                | Mon adjudant Adjudant (für eine Frau)           |
| OR-7      | Sergent-chef mit militärischem Abschlusszeugnis der Stufe 2 (BM2) | sans_cadre          | Sergent-Chef / Sergente-Cheffe      | Chef Cheffe (für eine Frau)                     |
| OR-6      | Sergent-chef                                                      | sans_cadre          | Sergent-Chef / Sergente-Cheffe      | Chef Cheffe (für eine Frau)                     |
| OR-5      | Sergent Mit Mit Spezialausbildung der zweite Grade                | sans_cadre          | Sergent / Sergente                  | Sergent Sergente (für eine Frau)                |
| OR-5      | Sergent                                                           | sans_cadre          | Sergent / Sergente                  | Sergent Sergente (für eine Frau)                |

Mannschaften
| NATO-Kode | Gesetzlicher Dienstgrad                                          | Dienstgradabzeichen            | Gebräuchliche Dienstgradbezeichnung | Anrede                                      |
| --------- | ---------------------------------------------------------------- | ------------------------------ | ----------------------------------- | ------------------------------------------- |
| OR-4      | Caporal-chef Inhaber des technischen Zertifikats der erste Grade | sans_cadre                     | Caporal-chef / Caporal-cheffe       | Caporal-chef Caporal-cheffe (für eine Frau) |
| OR-4      | Caporal-chef Mit 15 Dienstjahren                                 | s Mit 15 Dienstjahrenans_cadre | Caporal-chef / Caporal-cheffe       | Caporal-chef Caporal-cheffe (für eine Frau) |
| OR-4      | Caporal-chef                                                     | sans_cadre                     | Caporal-chef / Caporal-cheffe       | Caporal-chef Caporal-cheffe (für eine Frau) |
| OR-3      | Caporal Mit 15 Dienstjahren                                      | sans_cadre                     | Caporal                             | Caporal                                     |
| OR-3      | Caporal                                                          | sans_cadre                     | Caporal                             | Caporal                                     |
| OR-2      | Sapeur de 1re classe Mit 15 Dienstjahren                         | sans_cadre                     | Sapeur / Sapeure                    | Sapeur Sapeure (für eine Frau)              |
| OR-2      | Sapeur de 1re classe                                             | sans_cadre                     | Sapeur / Sapeure                    | Sapeur Sapeure (für eine Frau)              |
| OR-1      | Sapeur de 2e classe                                              | sans_cadre                     | Sapeur / Sapeure                    | Sapeur Sapeure (für eine Frau)              |
| n/a       | Berufsmaturitätschüler                                           | sans_cadre                     |                                     |                                             |
| n/a       | Mitglieder der Bürgerfreiwilligendienstes                        | sans_cadre                     |                                     |                                             |

### Marseiller Feuerwehr
Das Bataillon de marins-pompiers de Marseille ist eine Einheit der französischen Marine und trägt auch die entsprechenden Uniformen und Dienstgradabzeichen. Der Kommandant ist im Rang eines Contre-amiral.

## Leitende Beamte im Innenministerium
| Amtsbezeichnung                                                     | Amtskennzeichen | Funktion | Pendant in Deutschland   |
| ------------------------------------------------------------------- | --------------- | --- | ------------------------ |
| Sous-directeur                                                      |                 | Leiter einer Unterabteilung der Abteilung Feuerwehr im Amt für Zivilschutz und Krisenmanagement                   | Ministerialdirigent B 8  |
| Chef de service                                                     |                 | Leiter der Abteilung Feuerwehr im Amt für Zivilschutz und Krisenmanagement und stellvertretender Leiter des Amtes | Ministerialdirektor B 9  |
| Directeur général de la Sécurité civile et de la gestion des crises |                 | Präsident des Amtes für Zivilschutz und Krisenmanagement                                                          | Ministerialdirektor B 10 |